# Joey Suk
Joey Suk (ur. 8 lipca 1989 w Deventerze) – holenderski piłkarz indonezyjskiego pochodzenia, występujący na pozycji pomocnika w chorwackim klubie HNK Gorica.